# Norra Langholm
Norra Langholm är en ö i Åland (Finland). Den ligger i Skärgårdshavet och i kommunen Brändö i landskapet Åland, i den sydvästra delen av landet. Ön ligger omkring 72 kilometer nordöst om Mariehamn och omkring 220 kilometer väster om Helsingfors.
Öns area är 16,7 hektar och dess största längd är 0,8 kilometer i nord-sydlig riktning.